# Brioche dorée
La Brioche dorée est une entreprise française de restauration rapide fondée en 1976 par Louis Le Duff, pionnière de la restauration rapide à la française.
La Brioche dorée est une filiale du Groupe Le Duff. Son siège social est à Rennes.

## Histoire
- Si vous ne connaissez pas le sujet, laissez ce bandeau (vous pouvez alors contacter les auteurs).
- Si vous supprimez le contenu mis en cause (vous pouvez préalablement contacter les auteurs),

argumentez précisément cette suppression dans la page de discussion
(un manque de référence n'est pas un argument ; une recherche réelle de référence doit avoir été effectuée, être formellement documentée).
Louis Le Duff a ouvert son premier établissement Brioche dorée en 1976, à Brest, en France, avec l'équivalent de 1 500 € d'apport personnel. Il a inauguré, à cette occasion, le premier établissement de restauration rapide « à la française », un concept qu'il avait rapporté de ses séjours aux États-Unis.
L'entreprise s'est développée en franchise en 1992[source insuffisante].
Brioche dorée comptait plus de 500 restaurants dans le monde en 2015, et 615 en 2019, dont 60 % en franchise[source insuffisante].
En 2013, le résultat d'une enquête publiée en France par le journal Huffington Post indique que Brioche dorée est classée deuxième, derrière l'enseigne Paul, sur une liste de 17 chaînes de magasins de fast-food implantés en France.

## Faits divers
Le 24 mai 2019, un colis piégé explose rue Victor-Hugo à Lyon, devant un établissement Brioche dorée, faisant treize blessés légers.